# Hipólito Marcial Rojas
Hipólito Marcial Rojas (Concepción, Corrientes, 22 de agosto de 1877 - Ciudad de Formosa, Formosa, 8 de octubre de 1952) fue un farmacéutico, médico y político argentino, cuatro veces concejal mayoritario por la Unión Cívica Radical, en Formosa. También la mayoría del Concejo Deliberante lo consagró Presidente Municipal entre el 1º de mayo de 1936 y el 3 de octubre de 1939, y más tarde desde el 30 de octubre de 1942 hasta el 16 de julio de 1943.

## Infancia y adolescencia
Hipólito Marcial Rojas nació el 22 de agosto de 1877, en la ciudad de Concepción (Provincia de Corrientes), hijo de Martín José Rojas y Manuela Orrego. 
Realizó sus estudios primarios en su provincia natal, y los secundarios en Asunción (República del Paraguay), para luego ingresar en la Universidad de Buenos Aires, recibiéndose de farmacéutico el 22 de agosto de 1906, y después de médico el 26 de febrero de 1909.
Contrajo matrimonio en 1911 con doña Valentina dos Santos, dama destacada de la sociedad pilarense.
De esta unión nacieron sus hijos Roberto, José Lorenzo, Elina, Osvaldo Marcial, Lisandro, Blanca e Isabel.
El 14 de octubre de 1914, es designado por un decreto del Gobierno Superior Nacional Vicecónsul de la República Argentina, en la Villa del Pilar (República del Paraguay), cargo que ocupó hasta el 20 de junio de 1929, cuando fue aceptada su renuncia.

## Su vida en Formosa
Ya afincado en la Ciudad de Formosa mantuvo una vida pública ejerciendo su actividad profesional y social en nuestro medio.  
Fue elegido concejal mayoritario por la Unión Cívica Radical, durante cuatro períodos y la mayoría del Concejo Deliberante lo consagró Presidente Municipal entre el 1º de mayo de 1936 y el 3 de octubre de 1939, y más tarde desde el 30 de octubre de 1942 hasta el 16 de julio de 1943. [cita requerida]
En su faceta de profesional como médico y farmacéutico se destaca su obra fundacional en la Sociedad de Beneficencia (Maternidad de Formosa) y el Hospital de Caridad (antecesor del Hospital Central), siendo uno de los directores de ambas instituciones.[cita requerida]
Fue médico responsable de la Asistencia Social de la Comuna, y más tarde el director del Dispensario Municipal.   

### En el municipio
Durante su Presidencia Municipal, se instaló el tanque de agua corriente, se realizaron distintas obras sanitarias.

## Actividad Política
Fundo el partido de la Unión Cívica Radical de Formosa, el 12 de diciembre de 1941, siendo el primer afiliado de Formosa a ese partido, según carné otorgado por el Comité Nacional de la Unión Cívica Radical, militando en las primeras horas del radicalismo vernáculo, llegando a ser considerado patriarca del civismo Irigoyenista.

## Su fallecimiento
Falleció en la tarde del  8 de octubre de 1952.
Ese día la Municipalidad dictó la Resolución Nº 373, 

"considerando la sensible de tan distinguido facultativo y honorable convecino, cuya huella ejemplar dejará profundas huellas de virtudes ciudadanas a través de su actuación profesional, pública y privada ha causado un hondo vacío en esta sociedad... Que el llorado desaparecido ha desempeñando funciones de Presidente de la Honorable Concejo Municipal (actual cargo de intendente) y concejal de esta Municipalidad, en forma realmente acertada para la progreso de la Ciudad..."

.[cita requerida]
Ante el duelo se dispuso que los concejales Luis Gutnisky, Pablo Bordón y Ezequiel Magno Gómez concurran a despedir los restos mortales.
Fue despedido entre otros, por el doctor Eduardo González Lelong (1886 - 1966) en representación del Colegio Médico, Luis Gutnisky, por la Comuna, el escribano Egildo Tassone, en nombre de la Unión Cívica Radical, el doctor Flavio René Arias, por la Sociedad de Beneficencia (Maternidad de Formosa) y el Hospital, y por el señor Francisco L. Tessada quien destacó las facetas de la actuación del doctor Rojas en el campo del apostolado, de su actuación cívica, de su desempeño como Vicecónsul Argentino en Pilar, de su calidad de ser expresidente del Club Social de Formosa también que fue vicepresidente de la Comisión que preparó la venida de los salesianos a Formosa.